# Pozo romano
Se denomina pozo romano o fundaciones por pozos, a un tipo de cimentación de edificios o estructuras cuando el terreno entre los 3 m a 20 m tiene poca capacidad portante y resulta antieconómico materializar una cimentación de hormigón armado.
Implica costos y dificultades en la construcción a gran profundidad de armaduras de acero, encofrados para contener el hormigón y obreros trabajando.
En general consta de un pozo cilíndrico, usualmente excavado a mano, de 0,80 m a 2 m de diámetro que en la parte inferior donde el terreno alcanza resistencia portante, se ensancha. Este ensanche tiene forma de campana con ángulo de 60°.
Para que pueda hacerse la excavación el suelo debe mantener su estabilidad, no desmoronarse y estar situado sobre el nivel freático; de tener que descender por debajo, deberá realizarse una continua extracción del agua.
Cuando el suelo no tuviera estabilidad suficiente se va encamisando a medida que aumenta la profundidad con diversas técnicas.